# Pierre Chevallier

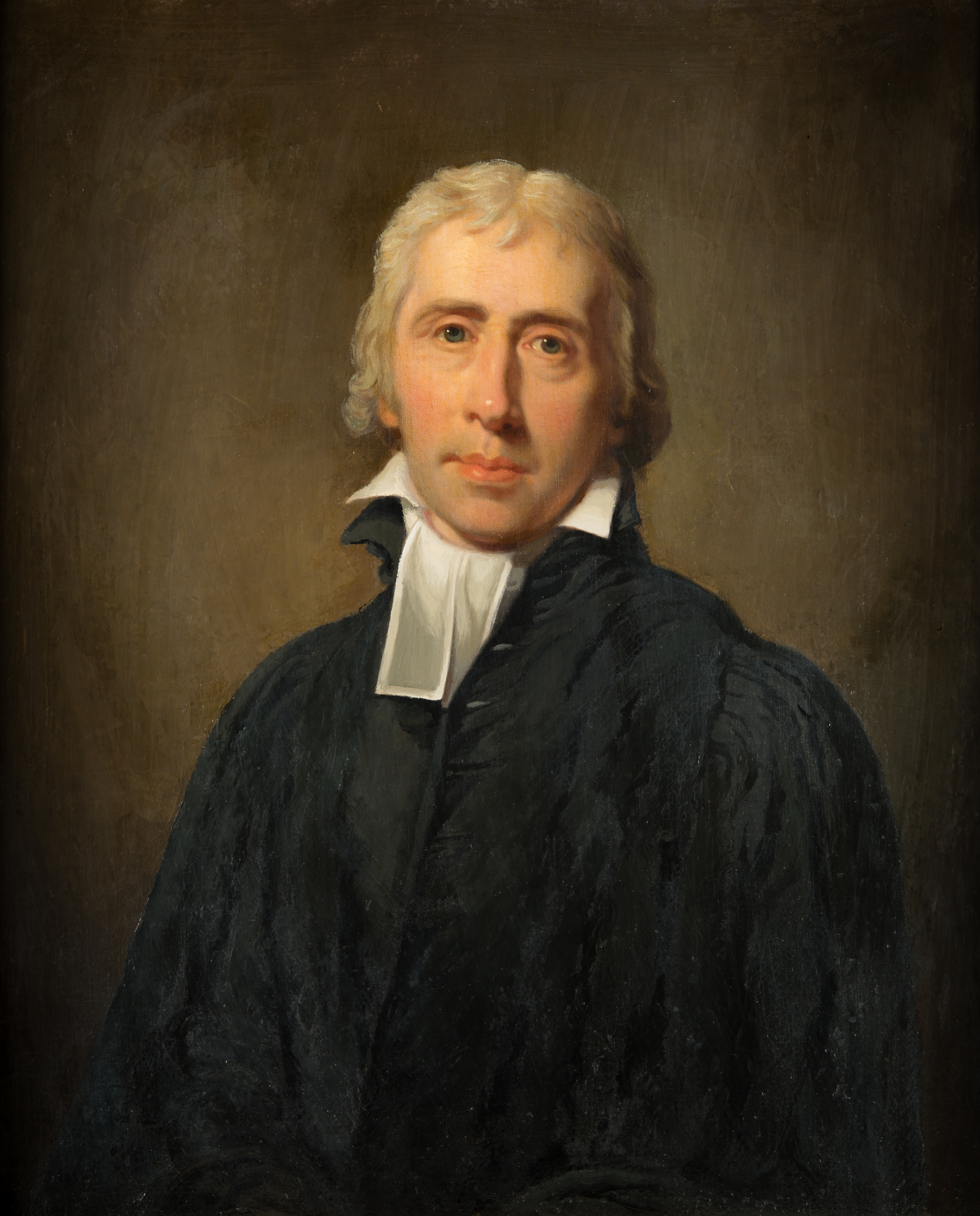
Pierre Chevallier door Charles Howard Hodges (1764-1837)

Pierre Chevallier (22 november 1760 - 16 augustus 1825) was een Nederlands theoloog, predikant in de Waalse Kerk.

## Jeugd en studie
Pierre Chevallier bracht zijn jeugd door in Groningen, waar zijn vader Paulus Chevallier hoogleraar theologie was. Hier volgde Pierre zijn theologische studie, die hij afsloot met een jaar (extra) in Utrecht.

## Predikant
In 1783 werd hij door zijn vader bevestigd tot predikant in de gemeente Lellens, waar hij maar een jaar gestaan heeft. Op advies van zijn vader stapte hij over naar de Waalse Kerk. In 1784 werd hij predikant van de Waalse gemeente in Naarden.
Van 1785-1788 diende hij de Waalse gemeente van Zwolle. Hij moest in 1788 zijn ambt neerleggen, omdat hij weigerde de eed van trouw af te leggen op de oude constitutie, die door het door de Pruisen herstelde stadhouderlijke bewind werd geëist. Hij bleef wel in Zwolle wonen en werd privé-leraar van de gebroeders Guillaume en Godert van der Capellen.
In 1794 kreeg hij een beroep naar Harderwijk, waar hij slechts kort de Waalse gemeente gediend heeft, omdat hij al een jaar later een beroep aannam naar Amsterdam. Van 1795 tot aan zijn dood was hij hier predikant van de Waalse gemeente.

## Huwelijk en kinderen
In 1783 trouwde Pierre Chevallier met Jacoba Arnolda Elizabeth Haesebroeck (1759-1832) uit Zutphen. Uit dit huwelijk werden acht kinderen geboren

## Nevenactiviteiten
Pierre Chevallier was een van de directeuren van het Nederlandsch Zendeling Genootschap en in 1814 betrokken bij de oprichting van het Nederlandsch Bijbelgenootschap. Voor het NZG en het NBG heeft hij meerdere lezingen gehouden. Ook deed hij zijn best om koning Lodewijk Napoleon vertrouwd te maken met de Nederlandse taal. Hij was als predikant van de Waalse gemeente ook betrokken bij het Walenweeshuis. Van tijd tot tijd gaf hij ook voordrachten bij Felix Meritis over literaire onderwerpen.

## Publicaties
- Aan Herman Muntinghe, Amsterdam 1806 (een polemiek met P. van Hemert over het offer van Abraham)

- Overdenkingen bij gelegenheid van twee bedestonden, gehouden in het Zendelinggenootschap te Amsterdam, Amsterdam 1818

- Sermons relatifs aux circonstances de la patrie, Den Haag 1814

## Archief
In de Universiteitsbibliotheek te Utrecht bevindt zich het archief van de familie Chevallier
Hierover: K. van der Horst, Inventaris van het archief van de familie Chevallier (ca. 1700-1900), Utrecht 1992